# Monumento a Antonio Maura
El monumento a Antonio Maura es un ejemplar de arte público en Palma de Mallorca. Diseñado por Mariano Benlliure, consta de una estatua de Antonio Maura que remata un conjunto escultórico.

## Historia y descripción
El monumento fue financiado mediante suscripción popular, adjudicándose el diseño a Mariano Benlliure. La estatua de bronce de Antonio Maura, que figura de pie en actitud oratoria, rematando el pedestal de piedra. Colocada a los pies de Maura, una alegoría de la Verdad esculpida en mármol blanco completa el conjunto.
La Verdad figura señalando una cartela que reza «antonio maura igualó con la vida el pensamiento», adaptado de un verso de la obra de Andrés Fernández de Andrada Epístola moral a Fabio.
El monumento fue descubierto en su ubicación en la Plaza del Mercado el 13 de diciembre de 1929, en ocasión del 4.º aniversario de la muerte de Maura. La estatua fue derribada y dañada el 11 de noviembre de 2014 por la caída de un ficus cercano. Tras llevarse a cabo un proceso de restauración, la estatua regresó a la Plaza del Mercado un año más tarde.